# Las tres perfectas casadas
Las tres perfectas casadas es una película mexicana de drama de 1953, dirigida por Roberto Gavaldón y protagonizada por Arturo de Córdova, Laura Hidalgo, Miroslava Stern y Consuelo Frank. Esta película está basada en la obra de teatro del mismo nombre, de Alejandro Casona.

## Sinopsis
La tranquilidad de tres matrimonios se ve interrumpida cuando a la muerte de Gustavo Ferrán (Arturo de Córdova), un amigo en común deja una carta diciendo que fue amante de las tres mujeres. Cuando reaparece nada volverá a ser igual.

## Elenco
- Arturo de Córdova como Gustavo Ferrán
- Laura Hidalgo como Ada
- Miroslava Stern como Leopoldina
- Consuelo Frank como Genoveva
- José María Linares Rivas - Javier Guzmán
- José Elías Moreno como Máximo Rojas
- René Cardona como Jorge Villamil
- Alma Delia Fuentes como Clara Guzmán
- Armando Sáenz como Luciano
- Arturo Soto Rangel como Francisco
- Lidia Franco como Sirvienta
- Francisco Jambrina como Médico
- Cecilia Leger como Mujer en aeropuerto

## Reconocimientos
Selección oficial Festival de Cannes 1953.
Candidata a 6 Premios Ariel, ganadora de tres premios.